# Mie Bjørndal Ottestad
Mie Bjørndal Ottestad (Oslo, 17 juli 1997) is een Noorse wielrenster die sinds 2022 voor de Noorse wielerploeg Uno-X rijdt. Van 2017 tot en met 2020 reed ze bij het Belgische clubteam De Sprinters Malderen. In 2021 reed ze voor het Luxemburgse Andy Schleck-CP NVST-Immo Losch. In 2020 werd ze Noors kampioene op de weg en in 2023 won ze de nationale titel in de tijdrit. In maart 2024 won ze de Ronde van Normandië.

## Palmares

### Veldrijden

#### Resultatentabel elite
| Seizoen   |    | WK | EK | NK |    | Klassementen | Klassementen | Klassementen | Klassementen | Klassementen |       | UCI- ranking |  | Podia | Podia | Podia | Aantal crossen |
| Seizoen   | WB | WK | EK | NK | SP | Trofee       | TOI          | Swiss        | Goud         | Zilver       | Brons | UCI- ranking |  |       |       |       | Aantal crossen |
| --------- | -- | -- | -- | -- | -- | ------------ | ------------ | ------------ | ------------ | ------------ | ----- | ------------ |  | ----- | ----- | ----- | -------------- |
| 2024-2025 |    |    |    |    |    |              |              |              |              |              |       |              |  | -     | 1     | -     | 1              |
| Totaal    |    | –  | –  | -  |    | –            | –            | –            | –            | –            |       | –            |  | -     | 1     | -     | 1              |

#### Podiumplaatsen elite
| Legenda                       |
| ----------------------------- |
| Wereldkampioenschappen        |
| Continentale kampioenschappen |
| Nationale kampioenschappen    |
| Wereldbeker                   |
| Superprestige                 |
| Trofee                        |
| Overige veldritten            |

| Nr.           | Seizoen       | Datum            | Veldrit                                | Cat.          | Wedstrijdserie                 |               |
| Overwinningen | Overwinningen | Overwinningen    | Overwinningen                          | Overwinningen | Overwinningen                  | Overwinningen |
| 2e plaatsen   | 2e plaatsen   | 2e plaatsen      | 2e plaatsen                            | 2e plaatsen   | 2e plaatsen                    | 2e plaatsen   |
| ------------- | ------------- | ---------------- | -------------------------------------- | ------------- | ------------------------------ | ------------- |
| 1.            | 2024-2025     | 10 november 2024 | Noors Kampioenschap Veldrijden, Drøbak | CN            | Noors Kampioenschap Veldrijden | [ 1 ]         |
| 3e plaatsen   |               |                  |                                        |               |                                |               |

### Wegwielrennen
2015
 Noors kampioenschap op de weg, junior
2020
 Noors kampioene op de weg, elite
2021
 Noors kampioenschap tijdrijden, elite
2023
 Noors kampioene tijdrijden, elite
 Noors kampioenschap op de weg, elite
2024
Eindklassement Ronde van Normandië
 Noors kampioene op de weg, elite
2025
2e etappe Ronde van Extremadura
Puntenklassement Ronde van Extremadura
2e etappe Ronde van Burgos
2e etappe Ronde van Noorwegen
Eind- en puntenklassement Ronde van Noorwegen
 Noors kampioene op de weg, elite

#### Resultaten in voornaamste wedstrijden
| Jaar | Ronde van Italië | Ronde van Frankrijk | Ronde van Spanje |
| ---- | ---------------- | ------------------- | ---------------- |
| 2017 |                  |                     |                  |
| 2018 |                  |                     |                  |
| 2019 |                  |                     |                  |
| 2020 |                  |                     |                  |
| 2021 |                  |                     |                  |
| 2022 |                  | 22e                 |                  |
| 2023 |                  | opgave              |                  |
| 2024 | 24e              | 29e                 |                  |
| 2025 |                  | opgave              | 27e              |

| Jaar | Milaan-San Remo | Gent-Wevelgem | Ronde van Vlaanderen | Parijs-Roubaix | Amstel Gold Race | Luik-Bast.‑Luik | Le Samyn |  | WK op de weg |
| ---- | --------------- | ------------- | -------------------- | -------------- | ---------------- | --------------- | -------- |  | ------------ |
| 2017 |                 |               |                      |                |                  |                 | opgave   |  |              |
| 2018 |                 |               |                      |                |                  |                 |          |  |              |
| 2019 |                 |               |                      |                |                  |                 | 104e     |  |              |
| 2020 |                 |               |                      |                |                  |                 |          |  | opgave       |
| 2021 |                 |               |                      |                | 63e              | opgave          | 31e      |  |              |
| 2022 |                 | 69e           | 55e                  | 95e            |                  | 53e             | 41e      |  |              |
| 2023 |                 |               |                      |                | 65e              | 38e             | 39e      |  |              |
| 2024 |                 |               |                      |                | 63e              | 61e             |          |  | 37e          |
| 2025 | opgave          |               |                      |                |                  |                 |          |  |              |

## Ploegen
- 2021 ―  Andy Schleck-CP NVST-Immo Losch
- 2022 ―  Uno-X Pro Cycling Team
- 2023 ―  Uno-X Pro Cycling Team
- 2024 ―  Uno-X Mobility
- 2025 ―  Uno-X Mobility

Ahtosalo · Andersen  · Barker  · Barnes  · Koerner  · Leth  · Lowden  · Ludwig  · Lutro  · Olausson  · Bjørndal Ottestad · Ysland
Ahtosalo · Andersen · Barker · Barnes · Confalonieri · Dideriksen · Berg Edseth · Koerner · Koster · Leth · Lowden · Ludwig · Lutro · Olausson · Bjørndal Ottestad · Ysland
Aalerud · Ahtosalo · Andersen · Anderson · Barker · Beekhuis · Berg Edseth · Boilard · Confalonieri · Dideriksen · Koerner · Koster · Leth · Lowden · Olausson · Bjørndal Ottestad · Ysland
Aalerud · Aasebø · Ahtosalo · Andersen · Anderson · Barker · Beekhuis · Berg Edseth · Boilard · Confalonieri · Gåskjenn · Gjertsen · Greve · Koerner · Koster · Bjørndal Ottestad · Ysland · Zanetti